# Ebo-Superia
El equipo Ebo-Superia fue un equipo ciclista belga que compitió profesionalmente entre el 1976 y el 1977.

## Principales resultados
- De Kustpijl Heist: Alain Desaever (1976), Julien Stevens (1977)

### En las grandes vueltas
- Vuelta a España
  - 2 participaciones (1976, 1977)
  - 1 victoria de etapa:
    - 1 al 1976: Ferdinand Van Den Haute

  - 0 clasificaciones secundarias:

- Tour de Francia
  - 0 participaciones

- Giro de Italia
  - 0 participaciones